# Helmer Grundström
John Helmer Grundström, född 29 februari 1904 i byn Grundsjö, Bodums socken i Ångermanland, död 29 maj 1986 på Södermalm i Stockholm, var en svensk arbetarförfattare och Klarabohem.  

## Biografi
Grundström, som var en norrländsk arbetarförfattare och naturskildrare, växte från ett års ålder upp i en torparstuga vid Svanavattnet i Svanabyn i Dorotea landskommun, Lappland, sex kilometer från födelseplatsen Grundsjö. Han arbetade som timmerhuggare, vägarbetare och flottare, samt en period som lärarvikarie 1921. Mecenatstöd gjorde att han kunde studera vid Brunnsviks folkhögskola 1927–29 och Vindelns folkhögskola.
I Svanabyn har Grundström hedrats med namngivning av en väg från centrala Svanabyn genom näset mellan Ullsjön och Svanavattnet ända upp till Lavsjö – "Helmer Grundströms väg"; den går således förbi den gård där han växte upp. Han skrev 1943 Doroteas hembygdssång, vilken nu finns ingraverad på en sten utanför kommunalhuset i Dorotea. I den före detta skolan, som nu nyttjas som besöksdaghem, finns ovanför slöjdsalen ett minnesrum anordnat för Grundström. En fast utställning är under uppbyggnad.
Grundström gifte sig 1934 med Aina Ingegerd Hedhammar (1905–2002). Han ligger begravd på Dorotea kyrkogård. Delar av Helmer Grundströms privata boksamling finns i dag på Dorotea bibliotek.

## Författarskap
Grundströms litterära produktion bestod av romaner, noveller och diktsamlingar. Han flyttade till Stockholm på 1930-talet, där han kombinerade författandet med grovarbete och lärde känna bland andra Nils Ferlin, Tor Bergner ("Broder Tor") samt Gunnar Ekelöf, och rörde sig bland de så kallade Klarabohemerna. Hans dikter och noveller publicerades ofta i tidskrifter tillhöriga arbetarrörelsen. 
I Grundströms verk skildras livet i den norrländska glesbygden på ett helt nytt sätt: han frångår den romantiska åskådning som tidigare utmärkt Norrlandsskildringen, och visar istället upp vardagens råhet och brutalitet; exempelvis novellsamlingen Tappra soldater (1936) och prosaberättelsen Rosalie (1944) är realistiska skildringar av de fattigas vardag, och diktsamlingar som Detta är mitt land (1939), Från myr till mo (1943) och I torparskogen (1945) innehåller koncentrerade och naturtrogna folklivsbilder. I tidigare diktsamlingar, som Här nere på jorden (1931) och Dyhavet blommar (1934), anknyter han till ett modernistiskt formspråk, samtidigt som han i romanen Blodet ropar ur mullen (1934) visar prov på en naiv primitivism.
Kulturjournalisten Gunnar Balgård publicerade 2006 en biografi, Detta är mitt land: Helmer Grundströms liv och diktning.

### Dramatik
- Någon sjunger i Poplar : lyrisk enaktare. Falun. 1934. Libris 1350813
- Porträttet : enaktare. Amatörteatern ; 82. Falun. 1934. Libris 1350798
- Det hände i havsbandet : folkpjäs i en akt. Kristianstad: Sture Malmgrens förl. 1935. Libris 1354845
- Det spökar i timmerkojan : folkpjäs i en akt. Kristianstad: Sture Malmgrens basarvarulager. 1935. Libris 1354846
- Då Johanna blev frisk : lustspel i en akt. Kristianstad: Malmgren. 1945. Libris 1462496
- Alla människors dag : folkkomedi i en akt. Kristianstad: Malmgren. 1944. Libris 1462494
- De dödas station : pjäs i en akt. Kristianstad: Malmgren. 1944. Libris 1462497
- Folk ä stygga : folklustspel i en akt. Kristianstad: Malmgren. 1945. Libris 1462498
- Plöjningstävlingen : folklustspel i en akt. Kristianstad: Malmgren. 1945. Libris 1462503
- De tre friarna : folklustspel i en akt. Hässleholm: Frennesson. 1945. Libris 1462509
- Kojlagets klocka : humoristisk pjäs i en akt. Kristianstad: Malmgren. 1946. Libris 1462501

## Tonsättningar av Grundströms dikter
- Thorstein Bergman och Tor Bergner: Langt nol i väla (1974 och 2007)
- Erika Förare: 5 sånger för manskör (1985–86)
- Helén Lindgren: Moarna sjöng om dej – Kören Brösttoner sjunger dikter av Helmer Grundström (2008)
- Erika Förare: Tre Hemorts-sånger för mezzosopran, altsaxofon och 2 violiner (2013)
- Cornelis Vreeswijk: Milan (1964)
- Gunnar Turesson tonsatte två dikter av Helmer Grundström 1933 i Ny musik till Ny dikt

## Priser och utmärkelser
- 1950 – ABF:s litteratur- & konststipendium
- 1956 – Boklotteriets stipendiat
- 1965 – Ferlinpriset
- 1968 – Studieförbundet Vuxenskolans författarpris
- 1971 – Sveriges Radios Lyrikpris
- 1973 – LO:s kulturstipendium
- 1974 – Östersunds-Postens litteraturpris
- 1974 – Åsele kommuns kulturstipendium
- 1974 – Författarfonden, stipendium
- 1975 – Västerbottens läns kulturstipendium
- 1978 – Svenska skogsarbetareförbundets kulturpris
- 1980 – Dan Andersson-priset
- 1981 – Hedenvind-plaketten
- 1981 – Författarfonden, stipendium
- 1983 – Carl Emil Englunds minnesfond, stipendium